# Canray Fontenot
Canray Fontenot (né le 16 octobre 1922 à L'Anse Aux Vaches, Louisiane; mort le 29 juillet 1995 à Welsh, Louisiane) était un musicien cadien. 
Il est considéré comme un des derniers grands joueurs de fiddle. Parmi ses compositions figurent Joe Pitre a Deux Femmes, Les Barres de la Prison et Bonsou Moreau.
Fontenot qui a grandi dans une ferme avait des parents accordéonistes. Son père Adam Fontenot était populaire dans le sud ouest de la Louisiane. Canray a d'ailleurs enregistré plusieurs des compositions de son père. Il a été aussi connu comme partenaire de l'accordéoniste Bois Sec Ardoin.
Fontenot apparait dans "J'ai Ete au Bal", le film produit par Chris Strachwitz et l'historien cadien Les Blank.